# Plac Katedralny we Wrocławiu

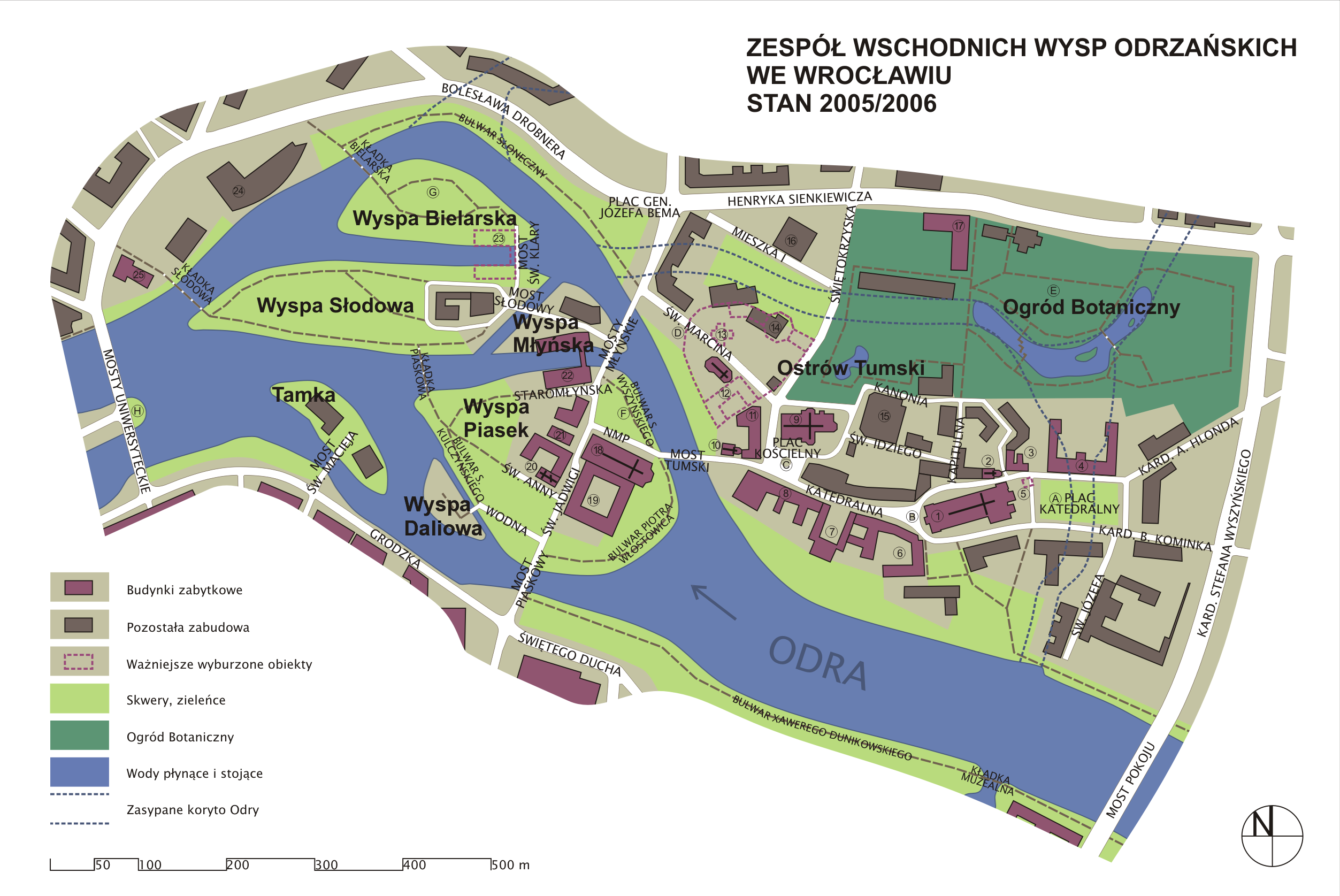
Zespół wschodnich wysp wrocławskich.

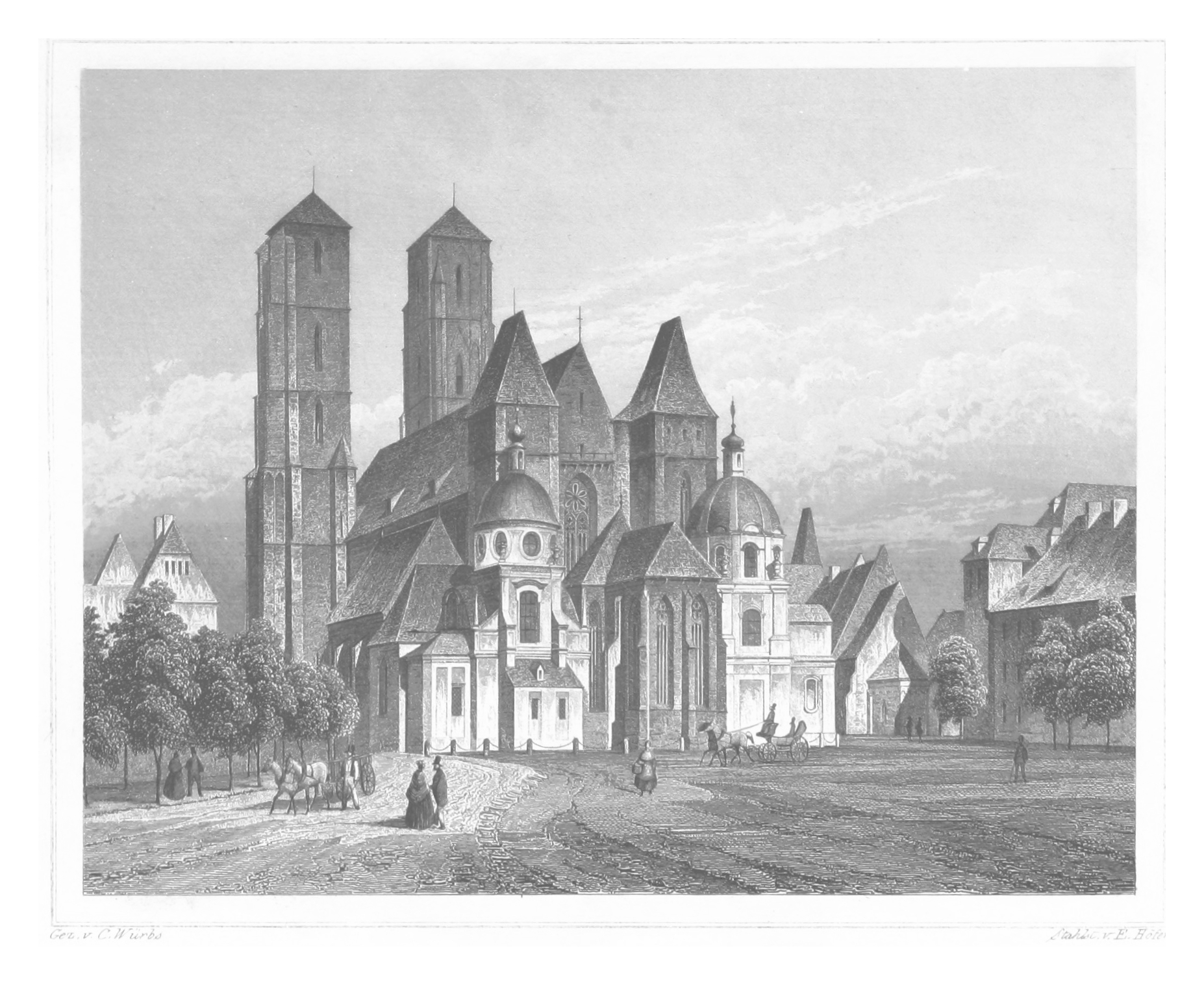
Plac i katedra w 1852 r.

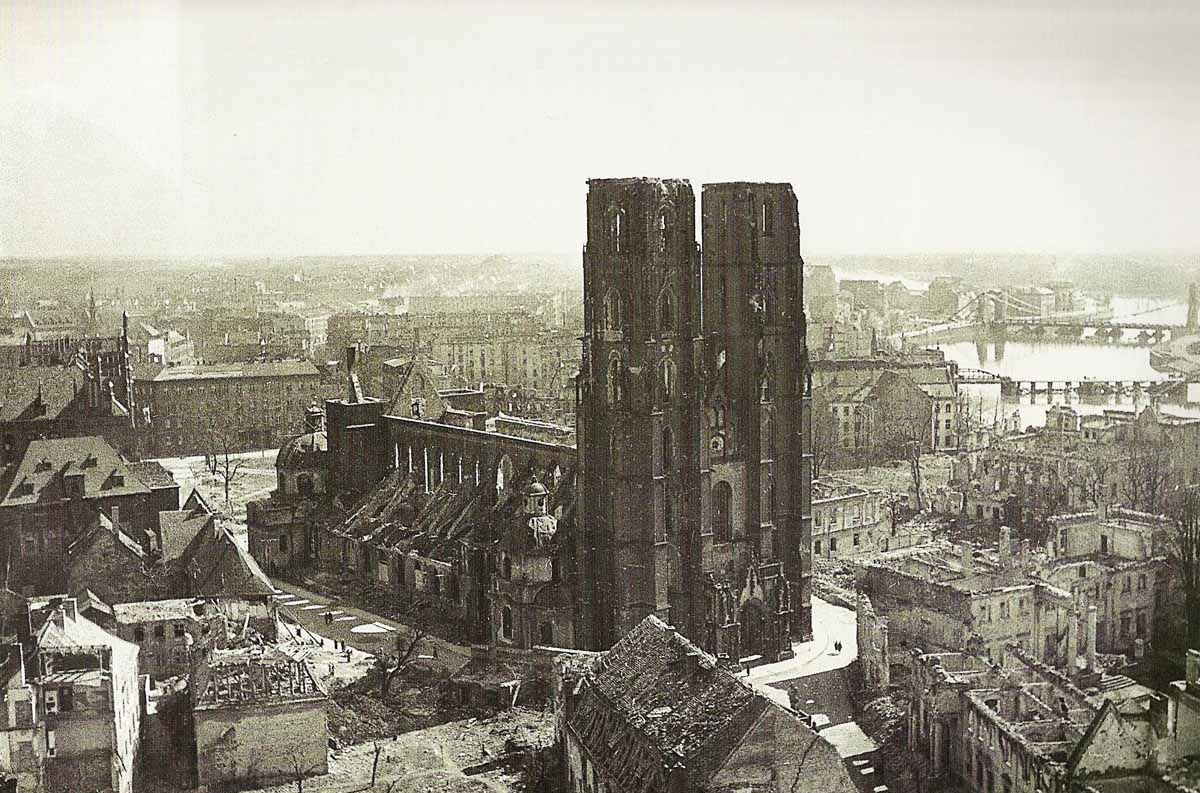
Plac i katedra w 1945 r.

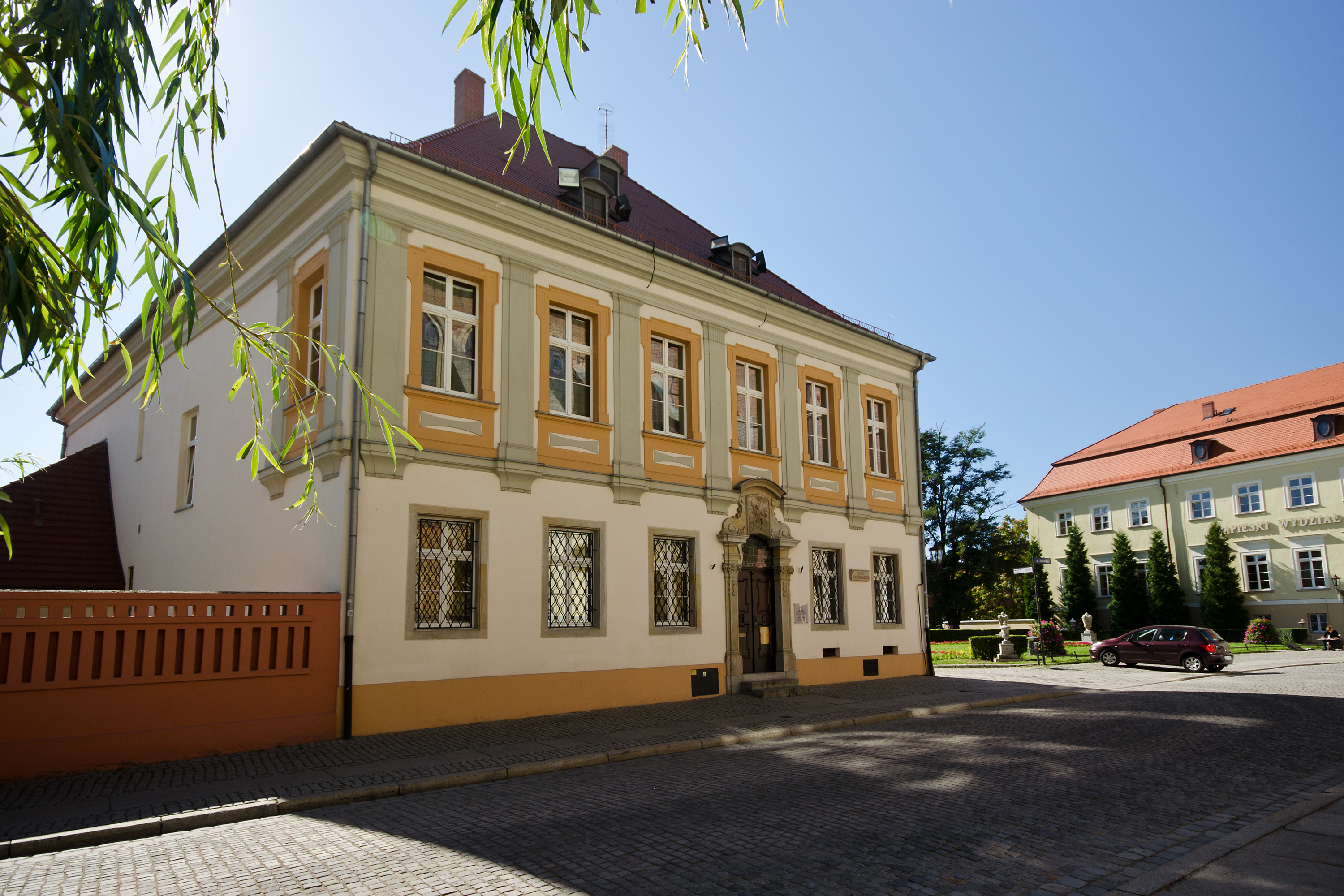
Numer 5 i dalej zieleniec w miejscu dawnego domu dzwonnika

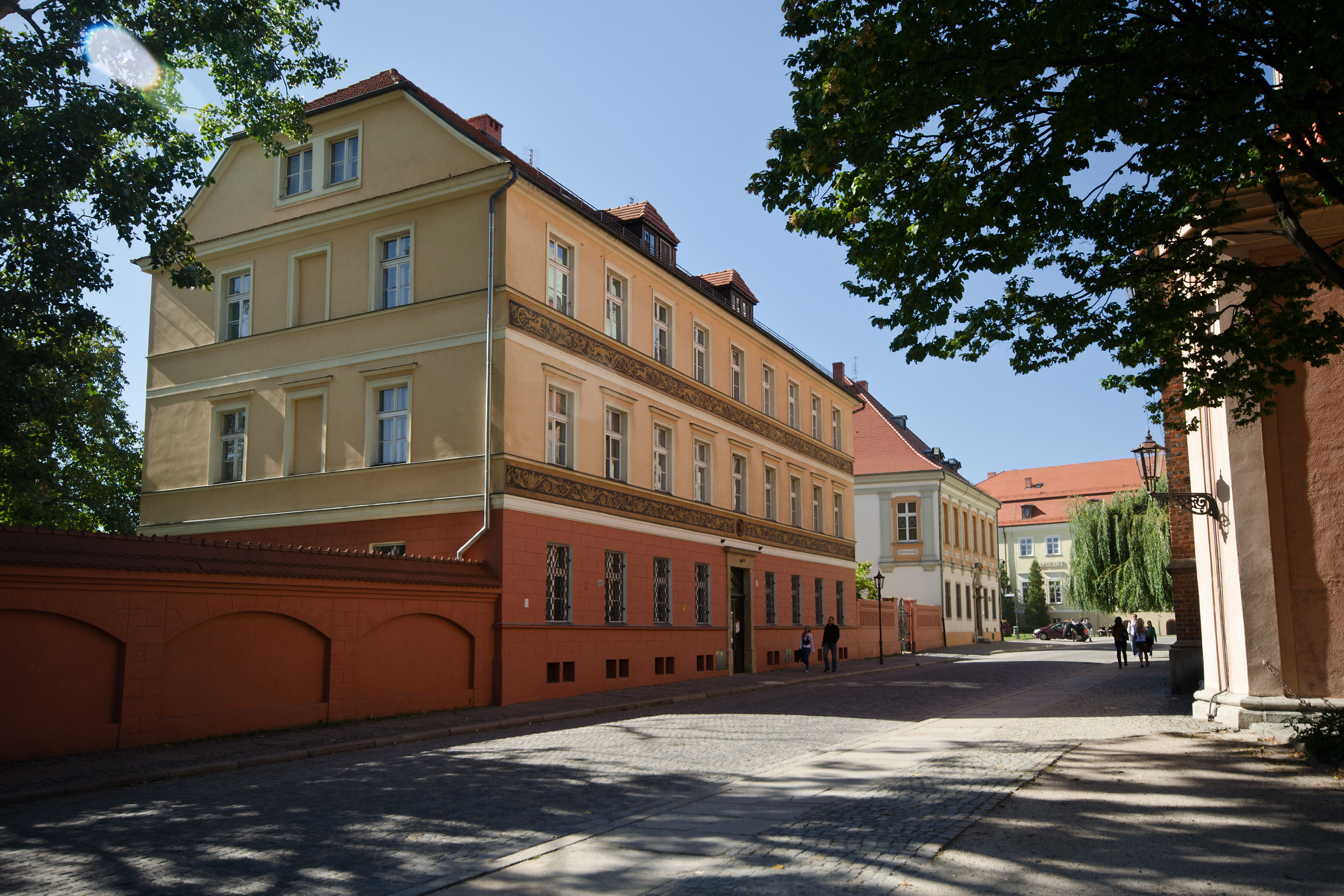
Numer 6.

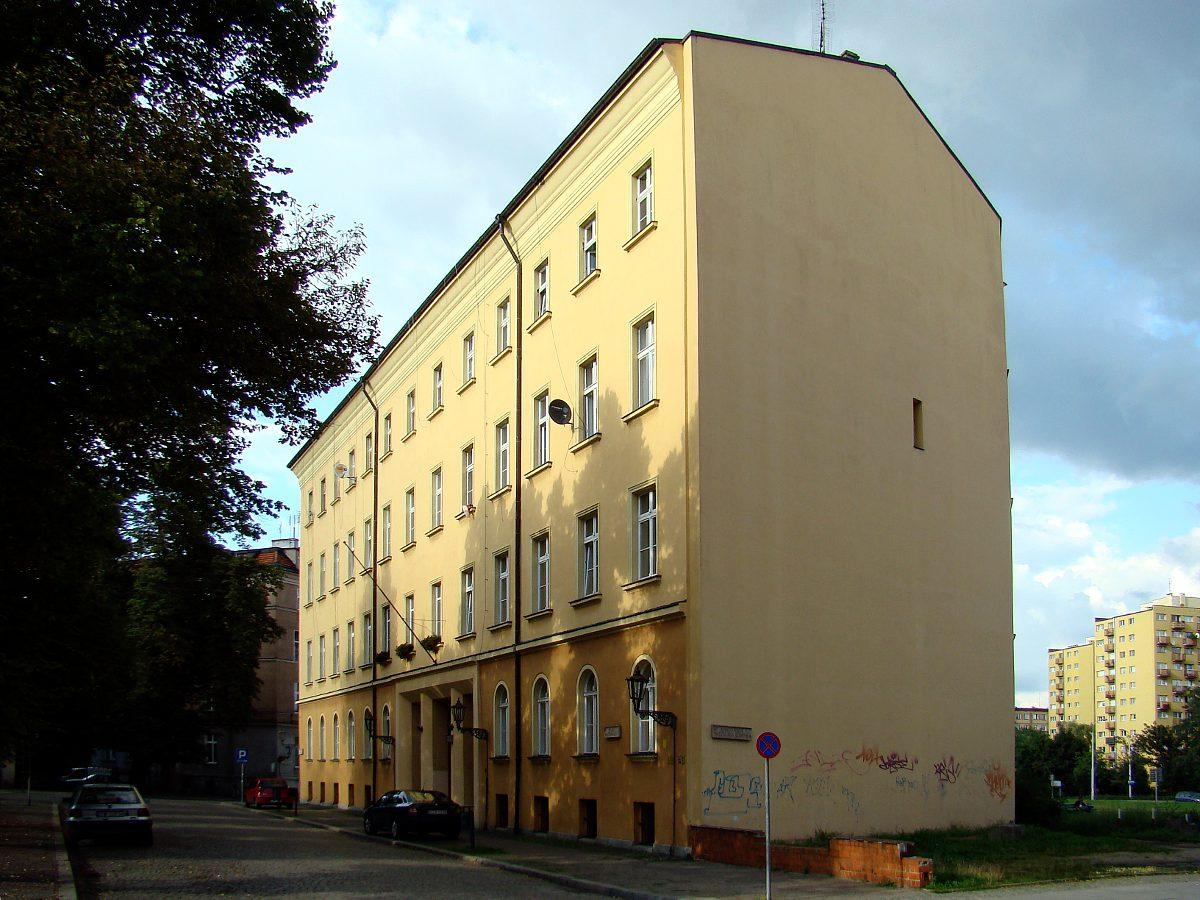
Numery 11-12.

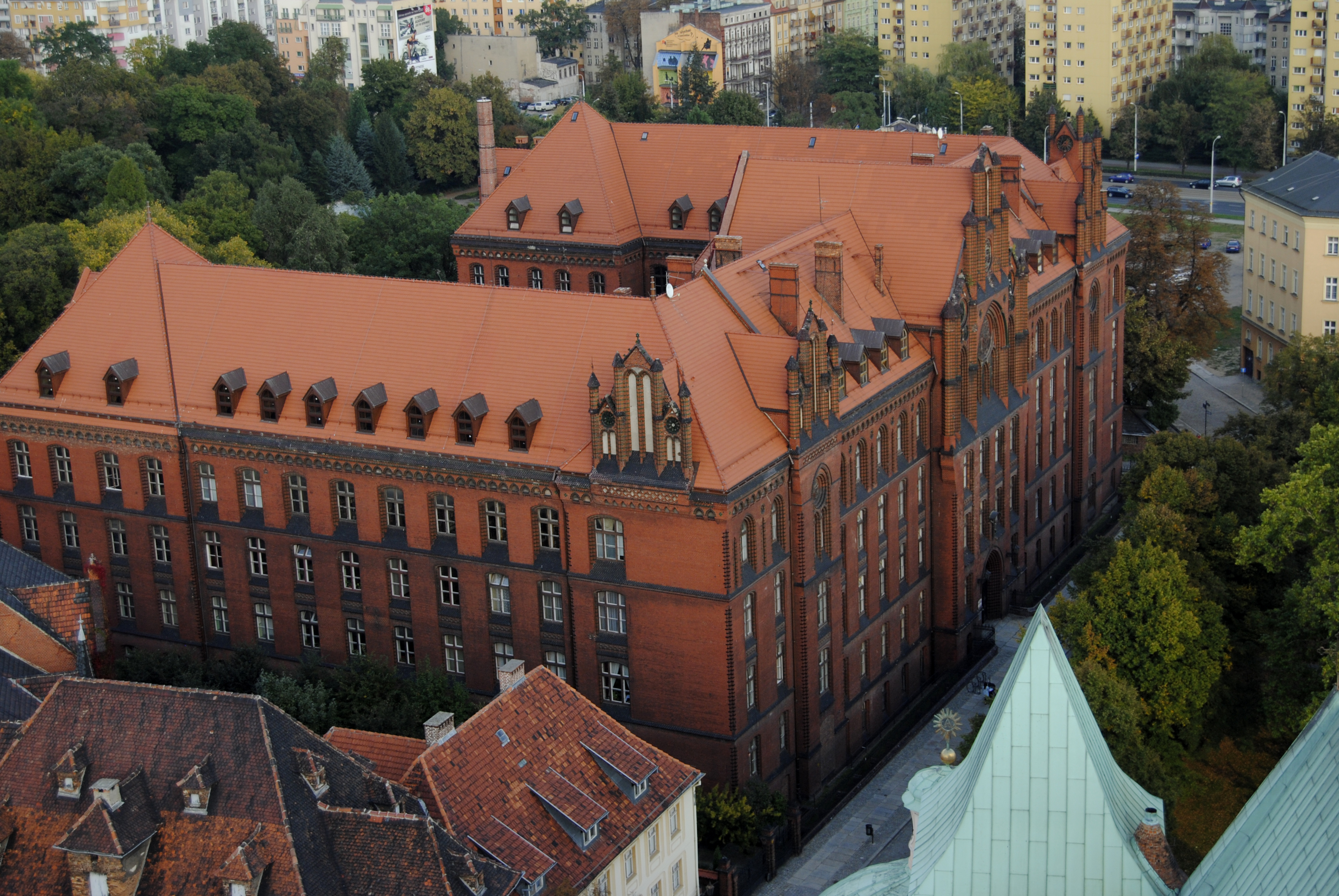
Numer 14 – seminarium

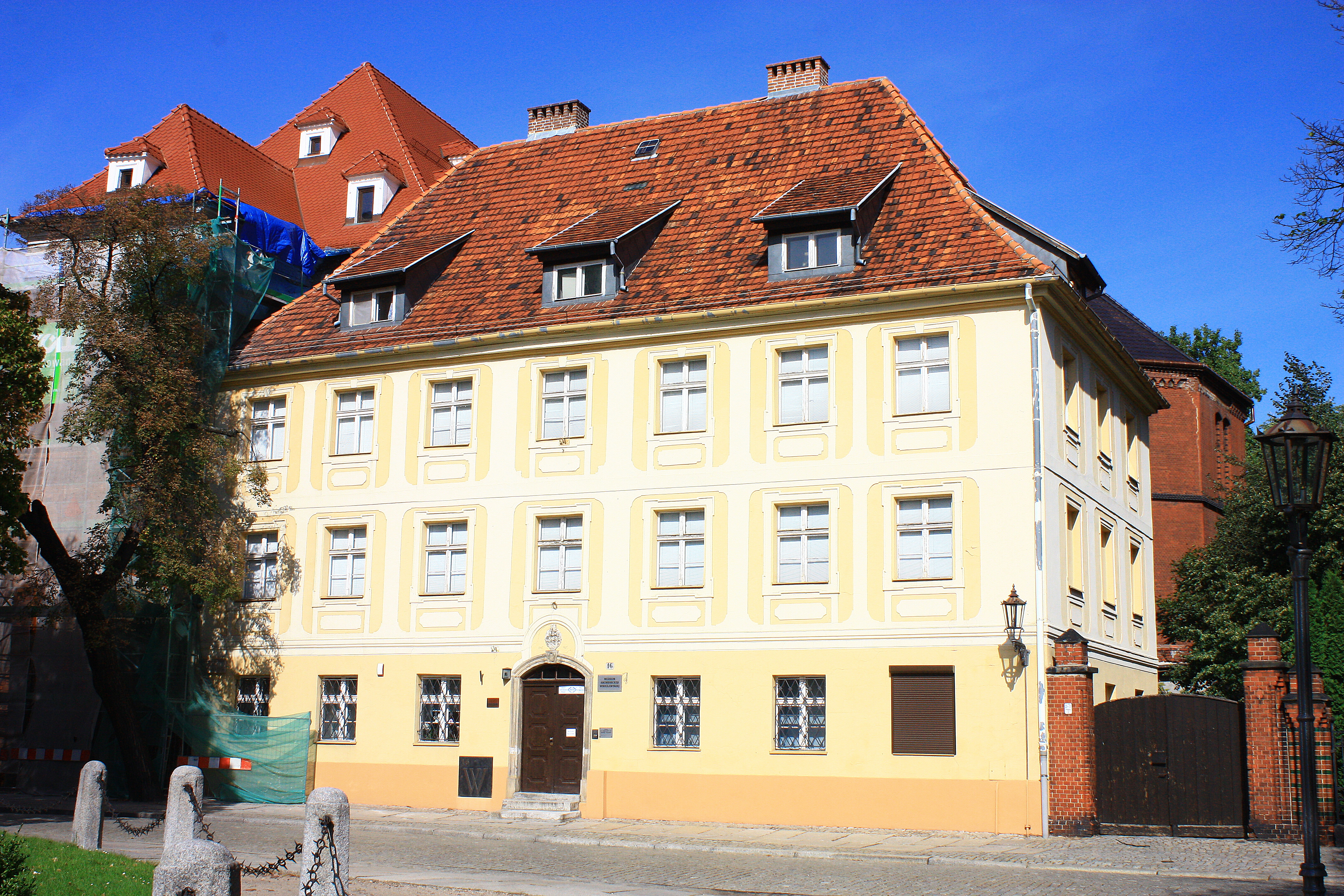
Numer 16 – muzeum

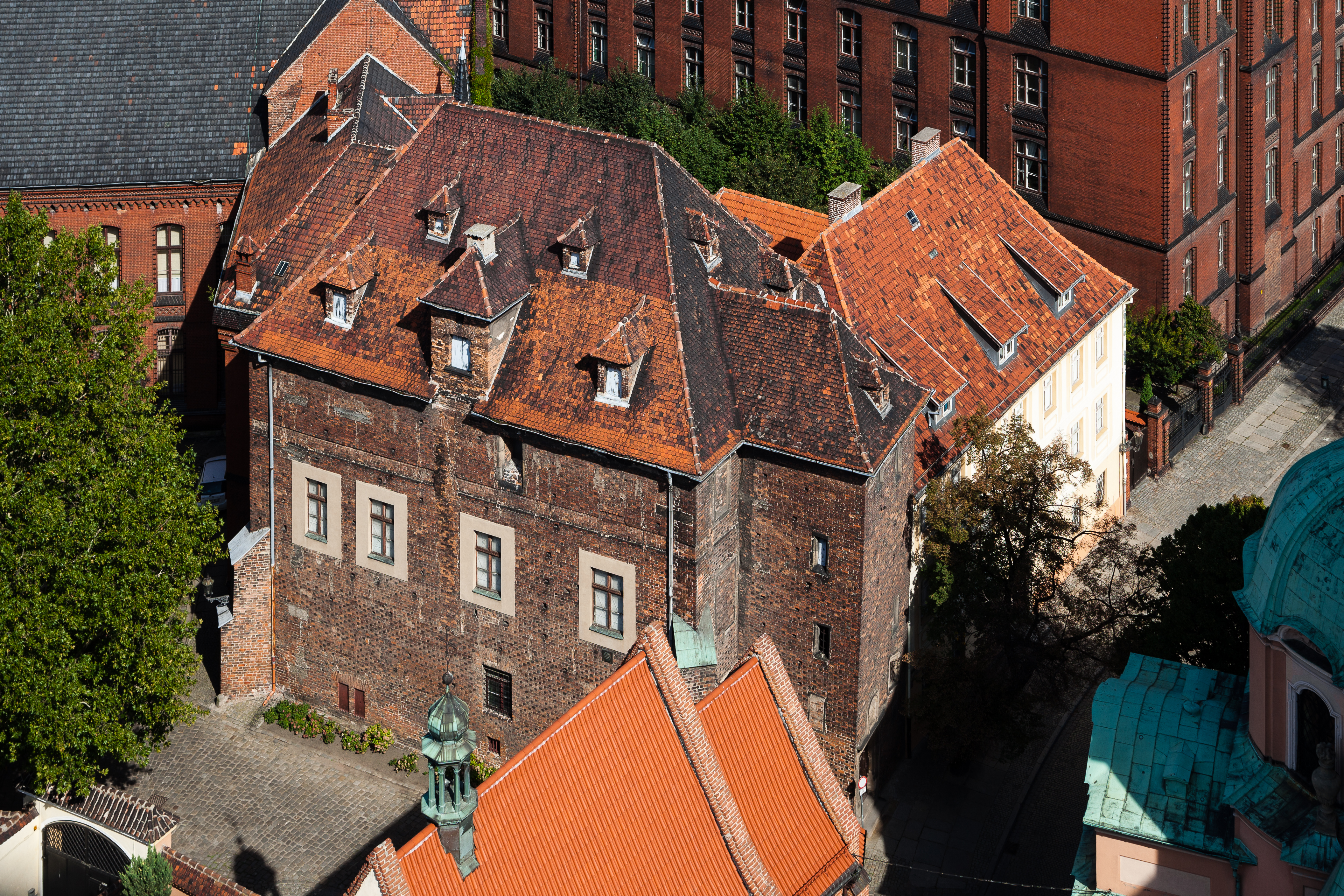
Numer 17 – dom kapitulny

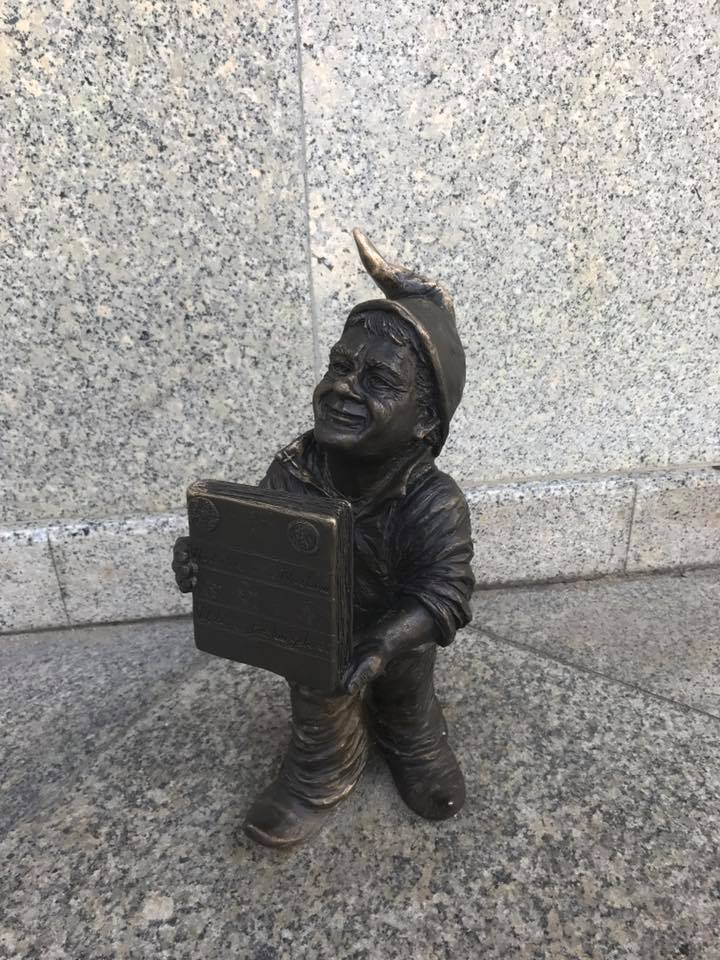
Krasnal "Wrocławiak"

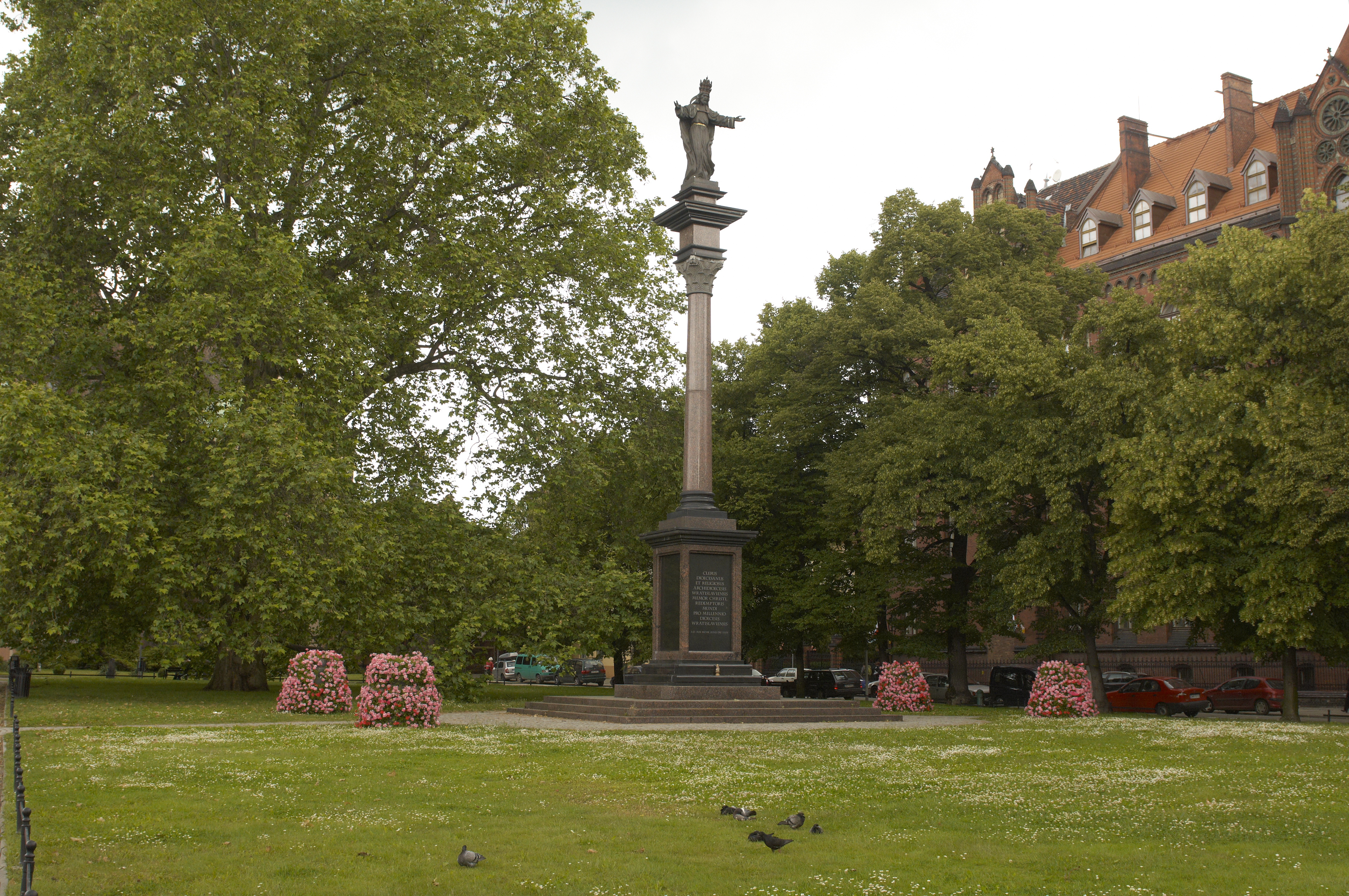
Kolumna Chrystusa Króla

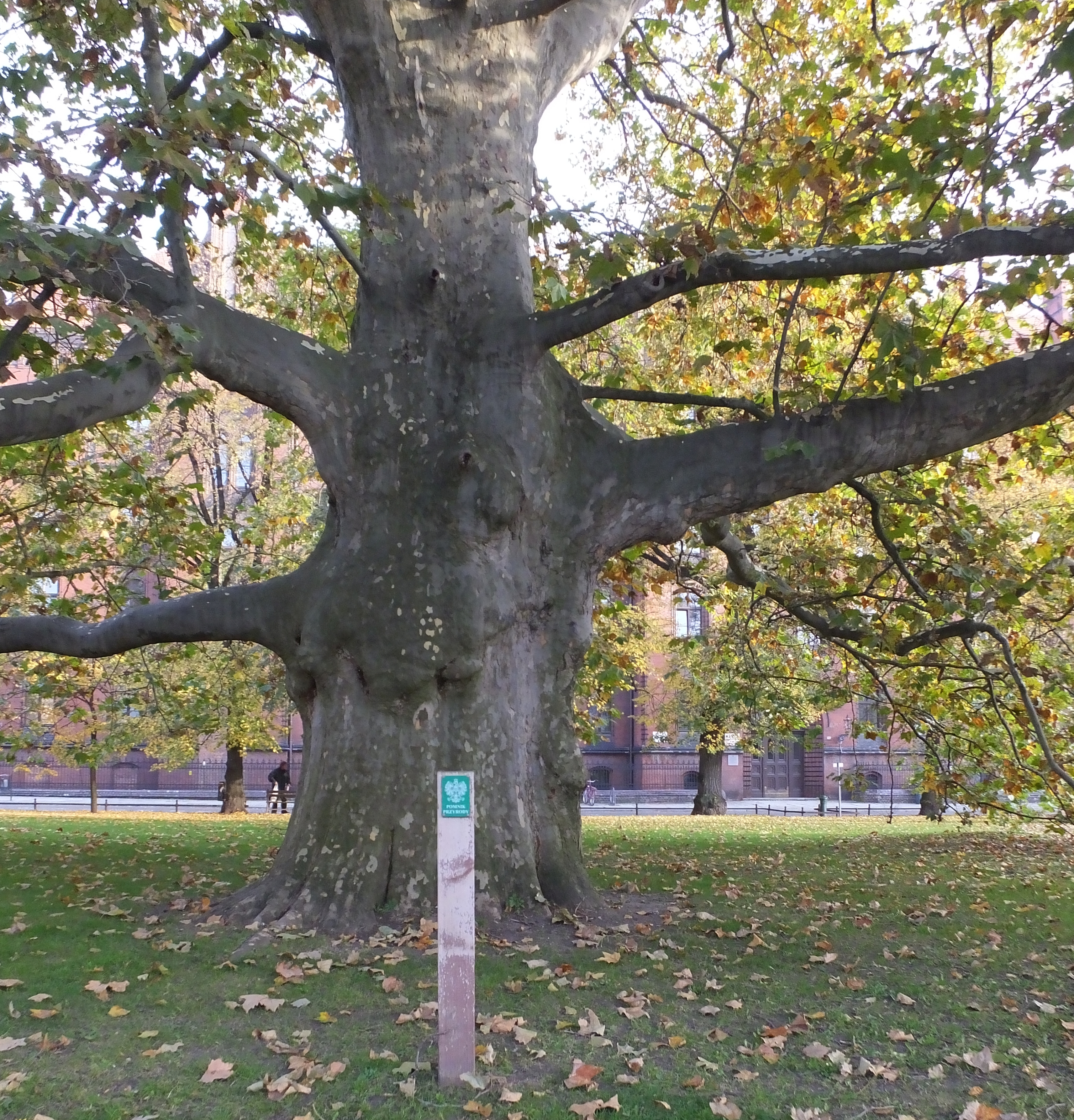
Platan kloniasty

Plac Katedralny (Domplatz) – plac położony we Wrocławiu na Ostrowie Tumskim, osiedlu Plac Grunwaldzki, w dawnej dzielnicy Śródmieście. W obrębie placu położona jest między innymi archikatedra św. Jana Chrzciciela .

## Historia
Historia obszaru, na którym rozpościera się plac Katedralny, nierozerwalnie związana jest z historią katedry wrocławskiej, której geneza sięga 1000 roku, a która położona była we wschodnim krańcu grodu na Ostrowie Tumskim, a za nią przy ramieniu rzeki przebiegały fortyfikacje okalające gród. Sama katedra w swej historii była kilkukrotnie niszczona lub rozbierana i odbudowywana oraz przebudowywana. Współczesna budowla to czwarty budynek katedry w tym miejscu, a ostanie istotne zmiany to przebudowa z XIX wieku na styl neogotycki i odbudowa po zniszczeniach wojennych, jakie zostały dokonane podczas oblężenia miasta w 1945 r..
Przy południowo-zachodnim narożniku placu rozpościera się teren pałacu biskupów, obejmujący sam budynek oraz zabudowę towarzyszącą i ogród. Najstarsze części zachowanych murów sięgają XIII wieku, natomiast główna część budowli powstała w XV-XVI wieku. W XVII wieku kapituła ufundowała figurę Marii Niepokalanie Poczętej, którą wykonał niderlandzki artysta Sulpicius Gode. Jest to barokowa figura ustawiona przed zachodnim wejściem do katedry.
Po zburzeniu fortyfikacji miejskich i zasypaniu ramienia Odry w XIX wieku (roboty wykonywane były od 1807 r.) oddzielającego wyspę Ostrów Tumski po stronie wschodniej od Zatumia powstał teren placu obecnie zajęty pod zieleniec. Sam plac de facto został wytyczony w 1824 r. i początkowo obejmował obszar pomiędzy katedrą a salą tańca "Apollo". Natomiast zabudowa okalająca plac po stronie południowej i północnej powstała dopiero po 1864 r., gdyż wcześniej uznawano te tereny za nienadające się pod zabudowę, gdyż obejmowały zasypane ramię rzeki. Jednak w tym właśnie roku rozpoczęto budowę konwiktu chłopięcego kreując południową pierzeję placu. Dalsze przeobrażenia zabudowy wokół placu obejmowało rozbiórkę i wybudowanie od podstaw sali tanecznej "Apollo" w 1868 r. Natomiast w latach 1894-1895 powstała pierzeja północna, w ramach której zbudowano konwikt teologiczny "Georgianum", wg projektu Josepha Ebersa. Sam budynek stał się dominantą placu, a obecnie mieści się tu Metropolitalne Wyższe Seminarium Duchowne.
Kolejnym istotnym wydarzeniem kształtującym plac było dokonane w 1900 roku jego powiększenie. Wyłączono ówcześnie z części ulicy Katedralnej obszar obejmujący katedrę oraz teren na południe i północ od niej, włączając je do placu. W latach 1929–1930 nastąpiła kolejna istotna przebudowa budynku sali "Apollo" oraz konwiktu chłopięcego, prowadząca głównie do uproszenia ich form architektonicznych.
Podczas oblężenia Wrocławia w 1945 roku najbardziej ucierpiała południowa pierzeja placu, szczególnie w czasie bombardowań tego obszaru 16 lutego i 10 kwietnia 1945 roku. Olbrzymie zniszczenia dotknęły między innymi konwikt chłopięcy i dom dzwonnika, które nie zostały odbudowane po zakończeniu wojny. W miejscu domu dzwonnika urządzono zieleniec, a w miejscu konwiktu chłopięcego wprowadzono nową zabudowę obejmującą wybudowany w latach 1968-1970 Zespół Opieki Zdrowotnej dla Szkół Wyższych według projektu J. Frydeckiego, obecnie rozebrany. Natomiast w północno-zachodnim narożniku placu, w miejscu dawnej dziekanii katedralnej, wzniesiono w latach 1974-1980 budynek księgarni archidiecezjalnej według projektu Edmunda Małachowicza. W 2000 r. na skwerze umieszczono, zaprojektowaną przez Czesława Mazura, kolumnę Chrystusa Króla, dla uczczenia rocznicy tysiąclecia diecezji wrocławskiej.
W czasie prac archeologicznych w 2022 odkryto pozostałości nieznanego budynku z przełomu XIII i XIV w., a także część płyty upamiętniającej kardynała Karola Ferdynanda Wazę.

## Nazwa
W swojej historii plac nosił następujące nazwy własne:
- Domplatz[1][2]
- Plac Katedralny[1][2][4].

Obie te nazwy nawiązują do znajdującej się tu katedry, podobnie jak połączonej z placem ulicy Katedralnej, pop. Domstrasse, a także całego Ostrowa Tumskiego – Dominsel i położonego w ciągu ulicy Katedralnej Mostu Tumskiego – Dombrücke, oraz obecnych ulic Kanonia i Kapitulna, noszących wcześniej nazwę Kleine Domstrasse.

## Zabudowa i zagospodarowanie
Plac obejmuje kwartał otoczony ulicą przypisaną do tego placu . Całość ma 15 325 m² .
Teren ten po stronie zachodniej zabudowany jest budynkiem katedry pw. św. Jana Chrzciciela, natomiast wschodnia jego część urządzona jest jako skwer. Na skwerze znajduje się Kolumna Chrystusa Króla Wszechświata, natomiast przed wejściem do katedry po zachodniej stronie w obrębie skrzyżowania placu z ulicą Katedralną znajduje się Statua Maryi.
Pierzeje okalające plac to zabudowa rozpoczynająca się zgodnie z nadanymi numerami porządkowymi w południowo-zachodniej części pałacem biskupim wraz z ogrodem i całym założeniem architektonicznym z nim związanym, w tym Papieski Wydział Teologiczny przy ul. Katedralnej 15 / pl. Katedralnym 1, z aulą przy pl. Katedralnym 1a. Dalej znajduje się kontynuacja zabudowy związanej z katedrą – kanonia przy placem Katedralnym 5 i 6. Za nimi przy placu Katedralnym 8-9 znajduje się teren, w którym wcześniej znajdował się konwikt chłopięcy, a później budynek ZOZ dla szkół wyższych, wyburzony w 2009 r.. W południowo-wschodnim narożniku przy skrzyżowaniu z ulicą Biskupa Kominka znajduje się teren i zabudowa Domu Zakonnego Zgromadzenia Sióstr Marii Niepokalanej. Pierzeję wschodnią stanowią budynki mieszkalne przy pl. Katedralnym 11 i 12, które poprzednio były budynkami klasztornymi. Północna pierzeja, od strony wschodniej ku zachodniej, zgodnie z numerami porządkowymi budynków obejmuj kolejno: budynek seminarium duchownego przy pl. Katedralnym 14, domy kapituły przy pl. Katedralnym 16, w który obecnie mieści się Muzeum Archidiecezjalne we Wrocławiu, i nr 17, połączony łukiem nad ul. św. Idziego („Brama Kluskowa”) z następnym budynkiem tej pierzei, tj. kościołem pw. św. Idziego i dalej plebania przy pl. Katedralnym 18 oraz budynek w północno-zachodniej pierzei przy pl. Katedralnym 19, w którym znajduje się Wrocławska Księgarnia Archidiecezjalna. Przy księgarni zamontowano figurkę krasnala „Wrocławiak”, który trzyma w rękach książkę "Urodziłem się we Wrocławiu/Ich bin in Breslau geboren", wydaną we Wrocławskim Wydawnictwie TUM. Książka została napisana w dwóch językach – polskim i niemieckim.
Niewielki skwer, poza obrębem ulic okalających główny kwartał placu, znajduje się także przy zabudowie placu Katedralnego o numerach od 1 do 5 w miejscu nieistniejącego Domu Dzwonnika . Jego powierzchnia wynosi 1877 m² . Tu umieszczono Rzeźbę Herkulesa oraz wazony ogrodowe. Miejscowy plan zagospodarowania przestrzennego, utrzymując w tym miejscu obszar terenu zieleni i komunikacji, dopuszcza ponadto w wydzieleniu wewnętrznym zabudowę nawiązującą do dawnej zabudowy Domu Dzwonnika.
W obrębie posesji przy placu Katedralnym znajdują się także następujące figury:
- Matka Boska z Dzieciątkiem na dziedzińcu seminarium duchownego przy pl. Katedralnym 14[28]
- Matka Boska z Dzieciątkiem w ogrodzie przy Archiwum Archidiecezjalnym[29].

Odrębnym opracowaniem zagospodarowania objęto teren po dawnym konwikcie chłopięcym i późniejszym ośrodku zdrowia. Ten teren przeznaczono pod zabudowę hotelową i usługową, narzucając ograniczenia w zabudowie i stawiając wymagania co do nawiązania architektonicznego do zabudowy okalającej oraz ekspozycji obiektu od strony placu i ulicy św. Józefa. Ponadto postawiono wymagania utworzenia ogólnodostępne zieleńca łączącego plac z ogrodami położonymi przy rzece.

## Układ drogowy
Do placu przypisane są drogi gminne o długości 530 m. Przebiegają one wokół terenu od ulicy Katedralej w kierunku wschodnim, następnie północnym, zachodnim i ponownie łączą się z ulicą Katedralną. Obowiązuje w zasadniczej części dróg placu Katedralnego ruch pieszy, z dopuszczeniem dojazdu do posesji pojazdom specjalnym i użytkowników.
Ulice powiązane z placem:
- Ulica Katedralna[5][17][33]
- Ulica Świętego Józefa[34]
- Ulica Kardynała Bolesława Kominka[35]
- Ulica Augusta Hlonda, księdza kardynała Prymasa[36]
- Ulica Kanonia[37]
- Ulica Kapitulna[22][38].

## Ochrona i zabytki
Obszar, na którym położony jest plac Katedralny, podlega ochronie w ramach zespołu urbanistycznego Ostrowa Tumskiego i wysp: Piaskowej, Bielarskiej, Słodowej i Tumskiej, wpisanego do rejestru zabytków pod nr rej.: 195 z 15.02.1962 r. oraz A/678/213 z 12.05.1967 r.. Inną formą ochrony tych obszarów jest ustanowienie historycznego centrum miasta, w nieco szerszym obszarowo zakresie niż wyżej wskazany zespół urbanistyczny, jako pomnik historii  . Również miejscowy plan zagospodarowania przestrzennego umieszcza ten obszar w strefie ścisłej ochrony konserwatorskiej i określa jako obszar o najwyższych wartościach krajobrazowych. Ochronie również podlega oś widokowa przebiegająca przez plac wzdłuż ulicy Katedralnej, stanowiącej główną oś komunikacyjną Ostrowa Tumskiego, do samej Katedry przy placu Katedralnym. Samo miasto włączyło ten obszar jako cenny i wymagający ochrony do Parku Kulturowego "Stare Miasto", który zakłada ochronę krajobrazu kulturowego oraz uporządkowanie, zachowanie i właściwe kształtowanie krajobrazu kulturowego i historycznego charakteru najstarszej części miasta . Ograniczeniom podlega również kształtowanie nawierzchni drogowych, gdyż w całym obszarze placu i powiązanych ulic obowiązuje wykonywanie nawierzchni z kostki kamiennej lub klinkierowej w nawiązaniu do historycznych nawierzchni zabytkowych.
Przy placu znajdują się następujące zabytki:
- katedra pw. św. Jana Chrzciciela, pl. Katedralny, XIII-XIX, po 1945, nr rej.: A/5352/2 z 25.11.1947 oraz 42 z 26.10.1961[6][7] [8]
- kościół pw. św. Idziego, pl. Katedralny, 1 poł. XIII, po 1953, nr rej.: A/1301/28 z 26.11.1947 i z 25.10.1961[7] [47]
- kanonia, pl. Katedralny 5, XIV-XVIII, nr rej.: K/20 z 14.02.1959 oraz 47 z 25.01.1962[7] [48]
- ogród Zakładu Opiekuńczo-Leczniczego Zgromadzenia Sióstr Św. Elżbiety (część), poprzednio Ogrody klasztorne Sióstr Szarytek, pl. Katedralny 5a: Gminna Ewidencja Zabytków[7]
- kanonia, pl. Katedralny 6, poł. XIX, nr rej.: A/2713/209 z 30.12.1970[7] [48]
- budynki mieszkalne, poprzednio klasztorne, pl. Katedralny 11 i 12: Gminna Ewidencja Zabytków[7]
- Biskupi Konwikt Teologiczny „Georgianum”, ob. seminarium duchowne, pl. Katedralny 14, 1894-95, nr rej.: A/1065 z 28.05.2008[7] [48]
- dom kapituły, pl. Katedralny 16, poł. XVIII, nr rej.: A/2899/48 z 25.01.1962[7] [48]
- dom kapituły, pl. Katedralny 17, XV/XVI, nr rej.: 92 z 29.03.1949 oraz 49 z 25.01.1962[7] [48]
- plebania, pl. Katedralny 18, pocz. XIX, nr rej.: A/2900/58 z 25.01.1962[7] [48]

Ponadto w najbliższym sąsiedztwie placu znajdują się następujące zabytki:
- Pałac biskupi, ob. Kuria Metropolitalna, ul. Katedralna 15, nr rej.: XIII, k. XVIII, nr rej.: 57 z 25.01.1962 oraz 91 z 29.03.1994[7] [11][48]
- Pałac biskupi, ob. Papieski Wydział Teologiczny, Kuria Metropolitalna Wrocławska – zespół: Gminna Ewidencja Zabytków[7]
- Pałac biskupi, ob. Papieski Wydział Teologiczny z aulą (skrzydło wschodnie): Gminna Ewidencja Zabytków[7]
- Pałac biskupi, ob. Papieski Wydział Teologiczny, Kuria Metropolitalna Wrocławska – ogród: Gminna Ewidencja Zabytków[7]
- Dom Zakonny Zgromadzenia Sióstr Marii Niepokalanej, ul. Biskupa Kominka 3-5: Gminna Ewidencja Zabytków[7]
- Kanonia i dziekania, ob. Dom księży Emerytów (część), ul. Katedralna 16, nr rej.: A/2783/246 z dn. 30.12.1970[7] [48].

Na skwerze znajduje się także pomnik przyrody – Platan klonolistny (Platanus x acerifolia) o obwodzie 495 cm mierzonym na wysokości 1,3 m i wysokości drzewa 33 m. Drzewo zostało uznane za pomnik przyrody i objęte ochroną decyzją nr 28/80 z dnia 11 grudnia 1980 r.. Nadzór sprawuje Zarząd Zieleni Miejskiej Gminy Miejskiej Wrocław.